# 匈牙利希臘禮天主教米什科爾茨教區
匈牙利希臘禮天主教米什科爾茨教區（拉丁語：Eparchia Miskolcensis）是匈牙利一個東儀天主教教區（匈牙利希臘禮），屬豪伊杜多羅格總教區。
1924年6月4日成立宗座代牧區，2015年3月20日升為教區。2009年有教友20,000人、三十個堂區、卅一名司鐸。現任教區主教為奥陶纳兹·欧罗斯。